# Dolenčice
Dolenčice – wieś w Słowenii, w gminie Gorenja vas-Poljane. W 2018 roku liczyła 83 mieszkańców.